# Wysoka (Olesno)
Wysoka (deutsch Wyssoka, 1936–1945 Lindenhöhe O.S.) ist eine Ortschaft in Oberschlesien. Sie liegt in der Stadt-und-Land-Gemeinde Olesno (Rosenberg O.S.) im Powiat Oleski in der Woiwodschaft Opole (Oppeln).

## Geographie

### Geographische Lage
Das Dorf Wysoka liegt im nordöstlichen Teil Oberschlesiens im Rosenberger Land. Es liegt rund fünf Kilometer südöstlich der Kreisstadt Olesno und etwa 52 Kilometer nordöstlich der Woiwodschaftshauptstadt Opole.
Der Ort liegt in der Wyżyna Woźnicko-Wieluńska (Woischnik-Wieluń Hochland) innerhalb der Obniżenie Liswarty (Lisswarther Senke). Westlich von Wysoka liegt die Quelle der Stober. Südwestlich des Dorfes liegen weitläufige Waldgebiete.

### Nachbarorte
Nachbarorte von Wysoka sind im Westen Wachowice (Wachowitz) und im Norden Grodzisko (Grötsch).

## Geschichte

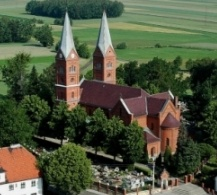
Kirche St. Nikolaus und Margaretha

Das Dorf wurde 1339 erstmals urkundlich erwähnt.
Nach dem Ersten Schlesischen Krieg 1742 fiel Wyssoka mit dem größten Teil Schlesiens an Preußen. 
Nach der Neuorganisation der Provinz Schlesien gehörte die Landgemeinde Wyssoka ab 1816 zum Landkreis Rosenberg O.S. im Regierungsbezirk Oppeln. 1845 bestanden im Dorf eine katholische Pfarrkirche, eine katholische Schule und 112 Häuser. Im gleichen Jahr lebten in Wyssoka 737 Menschen, davon sieben evangelisch und vier jüdisch. Zu Wyssoka gehörten zu diesem Zeitpunkt die Weiler Benski, Dobiatz, Grodzisko und Kamin. 1855 zählte das Dorf 738 Menschen. 1874 wurde der Amtsbezirk Wachowitz gegründet, welcher aus den Landgemeinden Wachowitz und Wyssoka und die Gutsbezirke Wyssoka und Wyssoka, Kämmereiforst bestand. 1885 zählte Wyssoka 564 Einwohner.
Bei der Volksabstimmung in Oberschlesien am 20. März 1921 stimmten im Ort 109 Wahlberechtigte für einen Verbleib Oberschlesiens bei Deutschland und 299 für eine Zugehörigkeit zu Polen Wyssoka verblieb nach der Teilung Oberschlesiens beim Deutschen Reich. 1925 zählte Wyssoka 700, sowie 1933 714 Einwohner. Am 27. April 1936 wurde der Ort im Zuge einer Welle von Ortsumbenennungen der NS-Zeit in Lindenhöhe O.S. umbenannt. Am 1. April 1939 wurden die Dörfer Rosenhain und Schönwald in die Landgemeinde Lindenhöhe O.S. eingemeindet. Die Landgemeinde zählte 1939 1724 Einwohner. Bis 1945 befand sich der Ort im Landkreis Rosenberg.
1945 kam der bis dahin deutsche Ort unter polnische Verwaltung und wurde anschließend der Woiwodschaft Schlesien angeschlossen und ins polnische Wysoka umbenannt. 1950 kam der Ort zur Woiwodschaft Oppeln und 1975 zur Woiwodschaft Tschenstochau. 1999 kam der Ort zum wiedergegründeten Powiat Oleski und wieder zur Woiwodschaft Oppeln.

## Sehenswürdigkeiten
- Die römisch-katholische Kirche St. Nikolaus und Margaretha (poln. Kościół św. Mikołaja i św. Małgorzaty) wurde 1907 erbaut. Bereits 1339 wird eine Kirche im Ort erwähnt. Der Backsteinbau besitzt am Westportal zwei Glockentürme.[2]
- Wegekreuz

## Vereine
- Freiwillige Feuerwehr OSP Wysoka
- Fußballverein LZS Wysoka.